# جون إس. جاكسون
جون إس. جاكسون (بالإنجليزية: John S. Jackson)‏ هو عالم بيئة وجيولوجي أيرلندي، ولد في 21 فبراير 1920 في دبلن في جمهورية أيرلندا، وتوفي في 19 نوفمبر 1991 في كيلارني ‏ في جمهورية أيرلندا.